# راؤول تامودو
راؤول تامودو (بالإسبانية: Raúl Tamudo) (مواليد 19 أكتوبر 1977 في سانتا كولوما دي جرامانيت - إسبانيا) لاعب كرة قدم إسباني يلعب حاليا لصالح نادي الدرجة الأولى ريال سوسيداد الإسباني منذ 2010 في مركز المهاجم لاعب سابق في نادي الدرجة الأولى اسبانيول وأفضل هداف واكتر من شارك بقميص إسبانيول.

## مسيرته الكروية
لعب راؤول تامودو خلال مسيرته الاحترافية مع 8 أندية في أربعة وعشرون موسمًا وسجل خلالها 170 هدف ضمن 495 مباراة. حيث فاز في موسمين بالكأس ولم يفز بأي دوري.
خاض راؤول تامودو مسيرته مع إسبانيول ب في موسم 1995–96 واستمر معه طيلة ثلاثة مواسم، مشاركًا في 46 مباراة سجل خلالها 19 هدفًا. ثم انتقل إلى نادي إسبانيول في موسم 1996–97 في المرة الأولى ولمدة موسمين ثم في موسم 1999–00 ليلعب معه أحد عشر موسمًا، حيث شارك طوالها في 321 مباراة سجل خلالها 121 هدف. لينتقل بعدها إلى نادي ديبورتيفو ألافيس في موسم 1997–98 لمدة موسم واحد، مشاركًا في 6 مباريات ولم يسجل أي هدف. ثم انتقل إلى نادي لاردة في موسم 1998–99 لمدة موسم واحد، مشاركًا في 14 مباراة سجل خلالها 5 أهداف. هذا وانتقل لاحقًا إلى نادي ريال سوسيداد في موسم 2010–11 لمدة موسم واحد، مشاركًا في 31 مباراة سجل خلالها 7 أهداف. ثم انتقل بعدها إلى نادي رايو فايكانو في موسم 2011–12 ولمدة موسمين، مشاركًا في 36 مباراة سجل خلالها 10 أهداف. ليعود وينتقل من جديد، لكن هذه المرة إلى نادي ساباديل في موسم 2013–14 ولمدة موسمين، مشاركًا في 32 مباراة سجل خلالها 8 أهداف.

## روابط خارجية
- راؤول تامودو على موقع الاتحاد الدولي (مؤرشف)  (الإنجليزية)
- راؤول تامودو على موقع الاتحاد الأوربي (الإنجليزية)
- راؤول تامودو على موقع قاعدة بيانات كرة القدم.إي يو (الإنجليزية)
- راؤول تامودو على موقع ناشيونال فوتبول تيمز (الإنجليزية)
- راؤول تامودو على موقع Soccerbase.com (لاعب) (الإنجليزية)
- راؤول تامودو على موقع Soccerway.com (الإنجليزية)
- راؤول تامودو على موقع عالم كرة القدم.نت (الإنجليزية)
- راؤول تامودو على موقع كووورة
- راؤول تامودو على موقع أوليمبيديا (الإنجليزية)
- راؤول تامودو على موقع AS.com (الإسبانية)